# 埃奇菲爾德縣 (南卡羅萊納州)
埃奇菲爾德县（英語：Edgefield County）是美國南卡羅萊納州西部的一個縣，西鄰喬治亞州。面積1,312平方公里。根據2020年美國人口普查，共有人口25,657人。縣治埃奇菲爾德（Edgefield）。該縣成立於1785年，縣名來自其位置：在印第安人地區和薩凡納河邊緣。